# Myszoskocz
Myszoskocz (Dipodillus) – podrodzaj myszoskoczek (Gerbillinae) z rodzaju myszoskoczka (Gerbillus). Do 2010 roku Dipodillus były sklasyfikowane przez zoologów jako rodzaj w podrodzinie myszoskoczek. W tym jednak roku tunezyjscy naukowcy z Laboratoire d'Ecologie Animale: Awatef Abiadh, M'barek Chetoui, Taher Lamine-Cheniti, Ernesto Capanna i Paolo Colangelo, opublikowali wyniki badań filogenetycznych z wykorzystaniem mitochondrialnego genu cytochromu b populacji sześciu gatunków suwaków z rodzaju Gerbillus zamieszkujących na terenie Tunezji. Naukowcy wskazali konieczność rewizji dotychczasowego podziału systematycznego, oraz włączyli klad Dipodillus jako podrodzaj do rodzaju Gerbillus. Dipodillus obejmuje gatunki zamieszkujące tereny północnej Afryki.

## Gatunki
Do podrodzaju Dipodillus należą następujące gatunki:
- myszoskocz naskalny (Gerbillus (Dipodillus) maghrebi)
- myszoskocz krótkoogonowy (Gerbillus (Dipodillus) simoni)
- myszoskocz wyspowy (Gerbillus (Dipodillus) zakariai)
- myszoskocz nilowy (Gerbillus (Dipodillus) bottai)
- myszoskocz okazały (Gerbillus (Dipodillus) campestris)
- myszoskocz arabski (Gerbillus (Dipodillus) dasyurus)
- myszoskocz masajski (Gerbillus (Dipodillus) harwoodi)
- myszoskocz reliktowy (Gerbillus (Dipodillus) jamesi)
- myszoskocz darfurski (Gerbillus (Dipodillus) lowei)
- myszoskocz nubijski (Gerbillus (Dipodillus) mackilligini)
- myszoskocz urwiskowy (Gerbillus (Dipodillus) rupicola)
- myszoskocz somalijski (Gerbillus (Dipodillus) somalicus)
- myszoskocz chartumski (Gerbillus (Dipodillus) stigmonyx)